# Большой Кременкуль
Большо́й Креме́нкуль — озеро в Челябинской области, в Сосновском районе, в 6 км от границы Челябинска.

## География
Северо-западнее расположено озеро Малый Кременкуль, южнее два маленьких — Барышево и Мысово. У берегов Большого Кременкуля есть посёлки Кременкуль, Новый Кременкуль и Садовый.
Административно входит в Сельское поселение Новый Кременкуль и находится недалеко от Новоградского тракта и обхода города Челябинска.

## Название
На ландкарте Исетской провинции 1736 года название озера записано как Тременкуль, от распространённого в прошлом у башкир личного мужского имени.